# Didymocarpus labiatus
Didymocarpus labiatus är en tvåhjärtbladig växtart som beskrevs av Ridley. Didymocarpus labiatus ingår i släktet Didymocarpus och familjen Gesneriaceae. Inga underarter finns listade i Catalogue of Life.